# Paracerceis richardsonae
Paracerceis richardsonae is een pissebed uit de familie Sphaeromatidae. De wetenschappelijke naam van de soort is voor het eerst geldig gepubliceerd in 1988 door Atilio Lombardo.